# Casimiro Castillo
Casimiro Castillo é um município do estado de Jalisco, no México.
Em 2005, o município possuía um total de 18.913 habitantes.